# William Troost-Ekong
William Paul Troost-Ekong (ur. 1 października 1993 w Haarlemie) – nigeryjsko-holenderski piłkarz, grający na pozycji obrońcy w saudyjskim klubie Al-Kholood oraz w reprezentacji Nigerii, której jest kapitanem. Srebrny medalista Pucharu Narodów Afryki 2023. Brązowy medalista Pucharu Narodów Afryki 2019. Uczestnik Mistrzostw Świata 2018 oraz Pucharu Narodów Afryki 2021. Brązowy medalista Igrzysk Olimpijskich 2016.

## Kariera

### Klubowa
Troost-Ekong rozpoczął swoją karierę od występów w juniorskich drużynach londyńskich klubów - Fulhamu i Tottenhamu. Jego pierwszym seniorskim klubem był FC Groningen. W sezonie 2013/2014 nie grał wiele, bo jedynie dwa mecze, dlatego został wypożyczony, jeszcze w tym samym sezonie, do FC Dordrecht.
Po udanych dwóch sezonach w barwach Schapenkoppen, Troost-Ekong był łączony ze szkockim Celtikiem, jednakże ostatecznie, 28 lipca 2015, trafił do belgijskiego KAA Gent, skąd został wypożyczony do norweskiego FK Haugesund. W barwach norweskiego klubu zaliczył udane dwa sezony.
7 lipca 2017, turecki Bursaspor ogłosił, że Troost-Ekong zostanie jego nowym piłkarzem. W drużynie z Bursy, występował z numerem 93. Swój debiut dla zespołu zaliczył już w pierwszej kolejce sezonu 2017/2018, podczas której wyszedł w podstawowym składzie, w wyjazdowym meczu z klubem İstanbul Başakşehir. Pierwszą bramkę dla Krokodyli zdobył 16 września 2017, w 5. kolejce Süper Ligi, w meczu wyjazdowym z Yeni Malatyasporem, strzelając z prawej nogi w 12. minucie meczu. Spotkanie ostatecznie zakończyło się wynikiem 2:4. 
17 sierpnia 2018, został ogłoszony nowym piłkarzem Udinese Calcio. We włoskim klubie, zadebiutował 19 sierpnia 2019, podczas wyjazdowego, zremisowanego 2:2 meczu 1. kolejki Serie A z Parmą Calcio. W swoim pierwszym sezonie rozegrał 35 meczów na 38 możliwych i otrzymał 4 żółte kartki, czym pomógł Zebrom zająć miejsce w środku tabeli (12. miejsce). 
29 października 2020, podpisał pięcioletni kontrakt z występującym w EFL Championship Watfordem, prowadzonym przez Vladimira Ivicia. Dla Szerszeni zadebiutował 16 października 2020, w wyjazdowym, wygranym 0:1 meczu 5. kolejki z Derby County. Debiutanckiego gola dla angielskiego klubu, strzelił 7 listopada 2020, w domowym, wygranym 3:2 meczu przeciwko Coventry City.

### Reprezentacyjna
Troost-Ekong urodził się w Haarlem, jako syn Nigeryjczyka i Holenderki Eleanore Troost. Dzięki temu posiada dwa obywatelstwa i mógł wybrać pomiędzy reprezentowaniem Nigerii, a Holandii. Reprezentował Holandię w młodzieżowych kadrach U-19 i U-20.
W czerwcu 2015, został powołany przez selekcjonera Stephena Keshiego, do reprezentacji Nigerii na mecze eliminacji Pucharu Narodów Afryki. Zadebiutował on w rozegranym 13 czerwca 2015, spotkaniu z Czadem.
Zdążył rozegrać trzy spotkania w seniorskiej reprezentacji Nigerii, zanim został powołany do szerokiej olimpijskiej kadry U-23 w 2016. Znalazł się wśród 23 graczy, którzy reprezentowali Nigerię na Letnich Igrzyskach Olimpijskich 2016.
W maju 2018 został powołany do szerokiego, 30-osobowego składu Nigerii na Mistrzostwa Świata 2018 w Rosji. 3 czerwca znalazł się w ostatecznej 23-osobowej kadrze.
Na Mistrzostwach Świata Nigeria trafiła do grupy D, a Troost-Ekong rozegrał 3 pełne mecze: przegrany 0:2 z Chorwacją, wygrany 2:0 z Islandią oraz przegrany 1:2, po ciężkiej walce, z Argentyną.
W kwietniu 2019 przyznał, że wybranie gry dla Nigerii było najlepszą decyzją jego życia. 